# Thönmi Sambhóta
Thönmi Sambhóta (ཐོན་མི་སམ་བྷོ་ཊ།) byl tibetský ministr a učenec ze 7. století, který je považován za sestavitele tibetského písma.
Sambóta působil v roli ministra na dvoře krále Songcän Gampa, zakladatele Tibetské říše. Král jej v blíže neurčeném roce vyslal společně s 16 dalšími učenci do Indie, aby tam studovali sanskrt. Thönmi Sambhóta poté studoval především v Kašmíru, kde se seznámil s písmy brahmí a gupta. Zpět do Tibetu se podařilo vrátit jen Thönmi Sambhótovi, ostatní tibetští učenci na cestách zemřeli. Po svém návratu na základě indických písem vytvořil tibetskou abecedu.